# Gita Gopinath
Gita Gopinath, née le 8 décembre 1971 à Mysore (Inde), est une professeure indo-américaine en études internationales et d'économie à l'université Harvard et cheffe économiste du Fonds monétaire international (FMI) de 2018 à 2022.
Depuis le 2 décembre 2021, elle est la directrice générale adjointe du FMI.

## Biographie
Gita Gopinath est titulaire d'une maîtrise en économie de la Delhi School of Economics de l'université de Delhi en 1994 et de l'université de Washington. En 2001, elle soutient une thèse de doctorat à l'université de Princeton en macroéconomie et commerce international sous la direction de Kenneth Rogoff, de Pierre-Olivier Gourinchas et de Ben Bernanke.
Elle obtient un poste à l'université de Chicago avant d'être nommée professeure en études internationales et d'économie à l'université Harvard en 2005. Elle conseille le ministère des Finances indien entre 2013 et 2014 et le ministre en chef de l'État du Kerala Pinaryi Vijayan dans le sud de l'Inde.
Elle est coéditrice de l'American Economic Review et codirectrice du programme du National Bureau of Economic Research.
En octobre 2018, Gita Gopinath est nommée au poste de cheffe économiste au sein du Fonds monétaire international (FMI), en remplacement de Maurice Obstfeld. En parlant de sa nomination, Christine Lagarde, directrice générale du FMI, indique que Gita Gopinath est « l'une des économistes remarquables dans le monde ».
Le 2 décembre 2021, Gita Gopinath est nommée première directrice générale adjointe du FMI, en remplacement de Geoffrey Okamoto.